# Diplophryxus gracilis
Diplophryxus gracilis är en kräftdjursart som beskrevs av Clements Robert Markham 1989. Diplophryxus gracilis ingår i släktet Diplophryxus och familjen Bopyridae. Inga underarter finns listade i Catalogue of Life.